# F1 2016 (videojuego)
F1 2016 es el juego oficial de la temporada 2016 de Fórmula 1. Desarrollado por Codemasters y lanzado para PlayStation 4, Xbox One, PC, iOS y Android. Cuenta con las novedades correspondientes a la nueva temporada, como el circuito callejero de Bakú y el equipo Haas F1 Team.

## Modos de juego
Carrera rápida: Te permite coger cualquier piloto de cualquier escudería y correr en el circuito que tu eliges. Una nueva novedad es que ahora puedes elegir el momento del día.
Multijugador: Puedes jugar contra gente en línea o en pantalla dividida (en Android y iOS no hay multijugador).
Contrarreloj: Elige la escudería que tú quieras, y haz vueltas en el circuito que tú elijas. Como en carrera rápida, también puedes elegir el momento del día.
Trayectoria: Creáte a tu propio piloto y elige la escudería que más te guste. Si eliges entre Mercedes, Ferrari, Williams o Red Bull, tu objetivo será ganar el campeonato en 1-2 temporadas. En cambio, si eliges entre Force India, Toro Rosso, McLaren o Haas, tendrás de 2 a 4 temporadas para ganar el Mundial. Finalmente, si escoges Renault, Sauber o Manor tendrás más de cuatro temporadas para conquistar el campeonato (en Android y iOS no hay modo trayectoria).
Campeonato Mundial: Escoge tu piloto y haz una temporada entera en el Gran Circo.

## Novedades
Presentación mejorada: En esta entrega disfrutaremos de un nuevo ambiente televisivo, ya que se han mejorado los comentarios. Antes de las carreras disfrutaremos de un mapa del circuito, donde se explica cada curva del circuito.
Información en pista: Ahora habrá más información durante la carrera, como los neumáticos de la IA y la temperatura de los neumáticos.
Vuelta de formación: Ahora habrá la vuelta de formación, ausente desde el Formula One Championship Edition, donde podremos calentar los neumáticos y poner a punto nuestro coche (en Android y en iOS no hay vuelta de formación).

## Lanzamiento
El juego fue lanzado el 19 de agosto para PlayStation 4, Xbox One y Windows. El juego también fue lanzado para iOS, Android y tvOS el 10 de noviembre. Una versión para Mac de Feral Interactive fue lanzada el 6 de abril de 2017.

## Recepción
El juego recibió una recepción positiva con una puntuación de 86 sobre 100 en el sitio de agregación de reseñas Metacritic, y muchas publicaciones lo calificaron como el mejor juego de Fórmula 1 que Codemasters ha creado.